# Sons
Sons (Vogter) è un film del 2024 scritto e diretto da Gustav Möller.

## Trama
Eva è una guardia carceraria con grandi ideali, che, sinceramente convinta di poter migliorare la vita dei detenuti, si prodiga per loro, assistendoli nella loro educazione e insegnando loro a fare yoga. La sua vita e il suo codice morale cambiano quando l'assassino di suo figlio viene trasferito nel carcere in cui lavora. Chiede quindi di essere trasferita nella sezione in cui il giovane è rinchiuso, nota per essere la più brutale e violenta della prigione.

## Produzione
La gran parte delle riprese si è svolta nella prigione di Vridsløselille, appena fuori da Copenaghen, chiusa nel 2018.

## Promozione
Il primo trailer è stato distribuito il 20 febbraio 2024.

## Distribuzione
Il film è stato presentato in concorso alla 74ª edizione del Festival internazionale del cinema di Berlino il 22 febbraio 2024. Successivamente è stato distribuito nelle sale svedesi e danesi il 12 settembre seguente e in quelle italiane il 27 marzo 2025.

## Accoglienza
L'aggregatore Rotten Tomatoes riporta un indice di gradimento del 75% con 12 recensioni critiche.

## Riconoscimenti

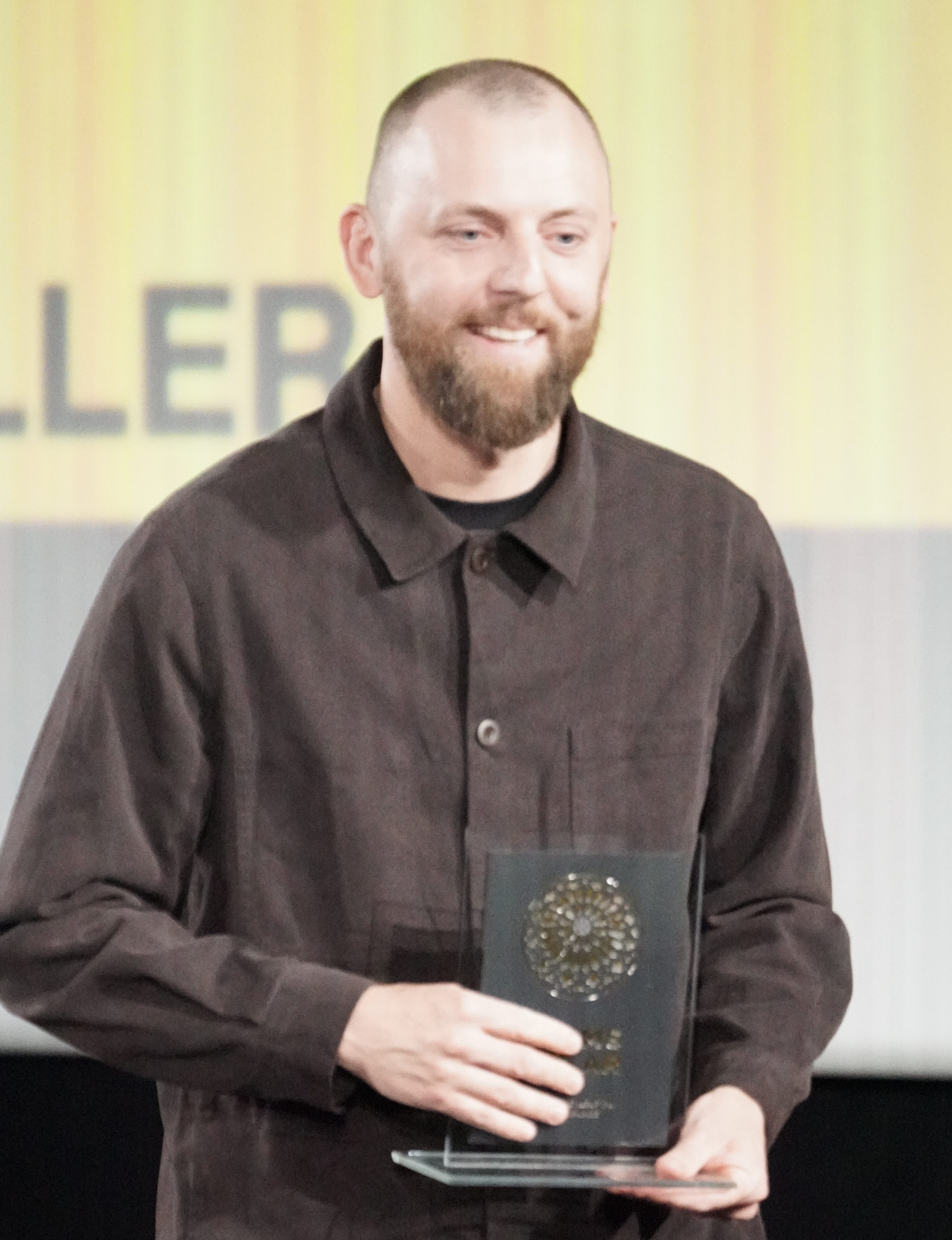
Reims Polar

- 2024 – Festival internazionale del cinema di Berlino[7]
  - In concorso per l'Orso d'oro